# Actiniaria
Actiniaria é uma ordem de cnidários antozoários da subclasse Hexacorallia. Inclui as anêmonas-do-mar.
Os Actiniaria são antozoários solitários sem nenhum esqueleto, com septos em ciclos hexâmeros e geralmente com dois sifonoglifos. Inclui gêneros como: Halcampoides, Edwardsia, Metridium, Epiactis e Stichodactyla.

## Registro Fóssil
As anêmonas-do-mar possuem poucos registros fósseis preservados, devido grande parte das espécies possuem corpo mole, sendo encontrado fósseis no Canadá, China, EUA, Brasil e outros países. A espécie Mackenzia costalis, do Burgess Shale, no Canadá, é a anêmona mais antiga do mundo, datando o período Cambriano.
Em 2024, pesquisadores brasileiros descobriram mais de 100 fósseis de uma nova espécie, Arenactinia ipuensis, no noroeste do Ceará, no Brasil, datando o período Siluriano. Os fósseis possuem uma preservação excepcional, tendo informações valiosas sobre o comportamento e ecologia das anêmonas e sobre a evolução dos Actiniaria. A Arenactinia é uma das únicas anêmonas descobertas do período Siluriano no mundo, além de ser o primeiro registro de fóssil de anêmona de corpo mole a ser preservado em forma tridimensional. Também, é a anêmona mais antiga da América Latina.